# Oxfam Intermón
Oxfam Intermón es una organización no gubernamental de cooperación para el desarrollo (ONGD) española, afiliada a la confederación Oxfam, que engloba a un total de 21 organizaciones que trabajan conjuntamente en casi 80 países. Su principal órgano de dirección en España es un patronato con personas independientes procedentes de la sociedad civil, la academia, el mundo empresarial y otras entidades.
A pesar de que cada una de estas 21 organizaciones mantiene su propia identidad e independencia, comparten los mismos principios y trabajan conjuntamente para combatir la pobreza y la desigualdad en el mundo. Dichas organizaciones trabajan juntas para impulsar estrategias de lucha contra la pobreza y sus causas y campañas internacionales, y les proporciona una gran capacidad de respuesta ante las grandes emergencias humanitarias. Oxfam Intermón es la representación española de Oxfam Internacional desde 1997.
Su lema y estrategia fundamental es «La igualdad es el futuro», abordan los problemas de raíz, desde todos los frentes (económico, social, político, medioambiental, de género) y vinculando la acción local y global para que sus acciones y programas sean sostenibles en el tiempo y lleguen a las futuras generaciones, generando un efecto multiplicador.

## Misión y valores
Su misión es luchar con y para las comunidades desfavorecidas como parte de un amplio movimiento global, con el objetivo de erradicar la desigualdad y la pobreza y lograr que todos los seres humanos puedan ejercer plenamente sus derechos y disfrutar de una vida digna. Se rigen por seis valores fundamentales que rigen sus acciones en todo el mundo: igualdad, transparencia, valentía inclusión, empoderamiento y solidaridad. 

## Historia
Intermón nació el 11 de agosto de 1956, en Barcelona, como Secretariado de Misiones y Propaganda de la Compañía de Jesús, destinado a ayudar en las misiones a Bolivia, Paraguay y la India. Con carácter religioso y asistencialista en sus inicios, durante la década de 1960 adquirió un claro enfoque de denuncia y defensa de la justicia. A partir de la década de 1970 adquiere un carácter laico e independiente, trabajando activamente para generar transformaciones sociales tanto en los países del Norte como en los del Sur.

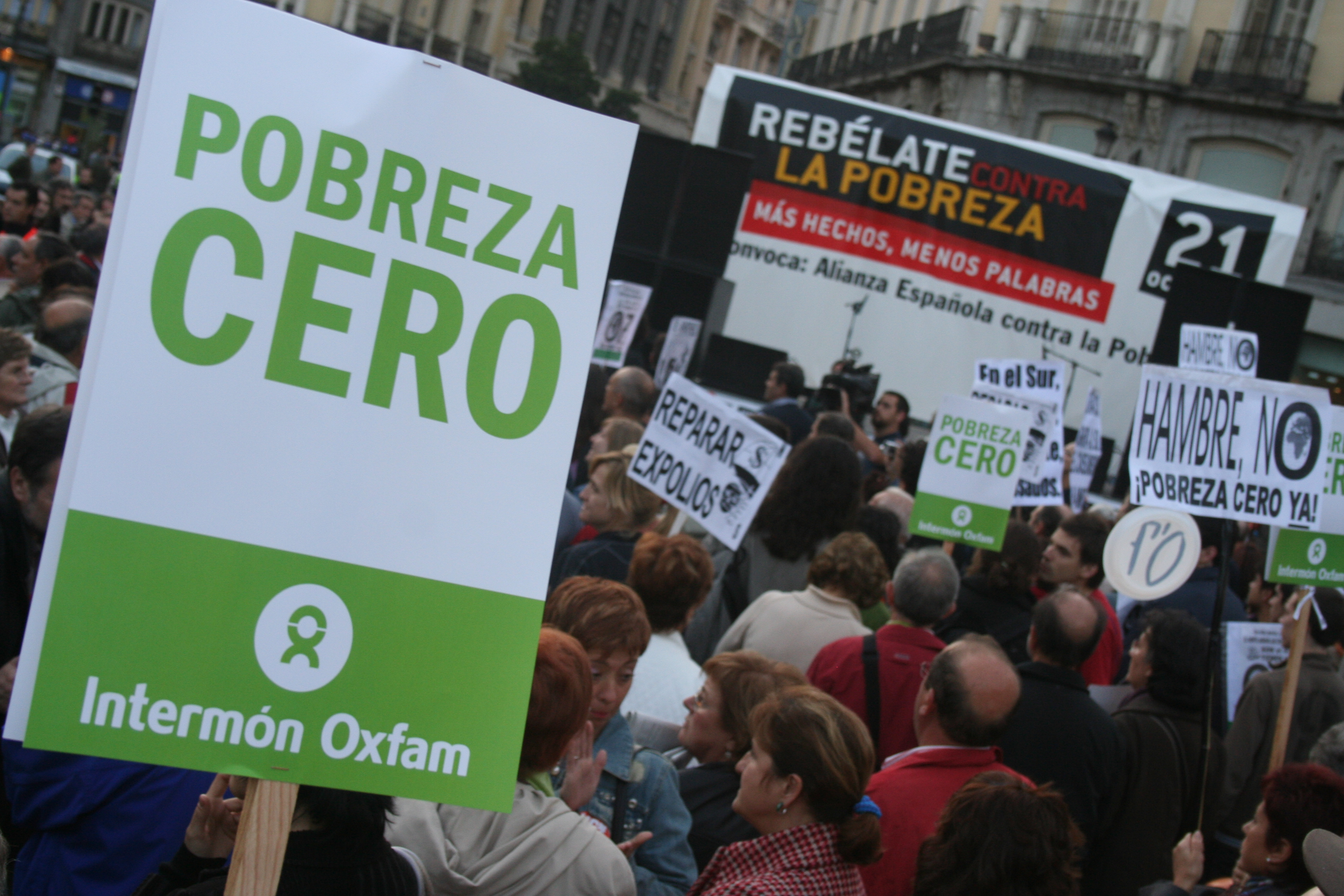
Manifestación "Pobreza Cero" en Madrid, España, 2006.

En 1997, Intermón decidió incorporarse a Oxfam, fundación que agrupa a otras 21 organizaciones y que juntas trabajan en casi 80 países en el mundo. Oxfam es un referente en el ámbito internacional al ser el mayor grupo independiente de ONG de desarrollo del mundo. 
Actualmente, Oxfam Intermón trabaja en África, América y Asia, a través de los ámbitos de la cooperación para el desarrollo, la acción humanitaria, las campañas de incidencia política y movilización social, y el comercio justo.
Oxfam Intermón es una fundación y está regida por un Patronato, y cuenta con cinco sedes, ubicadas en las ciudades de Barcelona (sede central), Bilbao, Madrid, Sevilla, Valencia, 39 comités y 30 tiendas de comercio justo.

## Camino hacia un solo Oxfam
En 2013, y por primera vez, la coalición Oxfam internacional, acordó trabajar conjuntamente en un solo Plan Estratégico para optimizar los esfuerzos y lograr un mayor impacto en la consecución de sus objetivos globales. El Secretariado de Oxfam Internacional es el órgano que coordina la Confederación y la mantiene operando como un solo Oxfam, asegurando que todo, desde las estrategias operativas para el branding y la identidad de todas las partes de la Confederación van al unísono.

## Ámbitos de actuación
Oxfam Intermón nació con la misión de dar respuesta a la hambruna, pero ya en sus inicios se dio cuenta de que no podía centrarse en sólo uno de los síntomas o causas de la pobreza. Actualmente se centra en los vínculos entre las causas subyacentes de la pobreza y las aborda mediante una combinación de conocimientos prácticos y especializados, exhaustivos análisis y una persuasiva incidencia política. 
La organización actualmente trabaja en los siguientes ámbitos bajo la misión de acabar con la pobreza y las desigualdades. 

### Derechos fundamentales
Oxfam Intermón intenta llevar los problemas que afectan a las personas que viven en la pobreza y la exclusión a las agendas políticas nacionales e internacionales para concienciar de la importancia de su causa. 
Junto con otras organizaciones aliadas de la sociedad civil, alientan a las comunidades pobres y excluidas a participar en los procesos que afectan a su bienestar para que puedan ejercer sus derechos para garantizar que tengan unos medios de vida dignos. Las personas que huyen de la pobreza o se ven forzadas a desplazarse deben contar con vías legales y seguras que aseguren que no se ponen en riesgo derechos fundamentales.
Oxfam Intermón trabaja bajo el prisma de los derechos y el liderazgo de las mujeres con el objetivo de fortalecer su propio bienestar e incrementar los beneficios que la contribución de las mujeres y de las niñas puede aportar a las sociedades y a sus economías. Oxfam Intermón apoya especialmente a las organizaciones centradas en promover la equidad de género, la reforma legal, el acceso a la información y el fin de la violencia contra las mujeres incentivando el cambio cultural en todas las sociedades. 
Todo ello incluye el impulso de lideresas con voz y fuerza en colectivos. Destaca su premio Avanzadoras, que en reconoce, junto a el periódico 20 Minutos, a mujeres que avanzan y hacen avanzar, lideresas que hacen valer sus derechos, que cuestionan la discriminación que sufren y que desafían las injusticias. Mujeres que construyen una sociedad mejor.

### Salvar vidas y acción humanitaria
Uno de los aspectos en los que se centra la ayuda humanitaria que proporciona la ONG es en las víctimas de un conflicto armado o un desastre natural, así como evitar que otras personas lo sean en el futuro es una de las prioridades de la ONG. 
Con el objetivo de reducir la vulnerabilidad de las personas ante las crisis, abogan por reforzar el derecho internacional humanitario, hacer más estricta la regulación del comercio de armas e incrementar el compromiso internacional para ayudar a los Estados frágiles y limitar la incidencia de la guerra, las privaciones y la destrucción. El 2 de abril de 2013, después de una década de activismo, Oxfam Intermón celebró la aprobación por parte de la Asamblea General de las Naciones Unidas de un Tratado sobre el comercio de Armas. La mayoría de los países votaron a favor de un tratado que, por primera vez, regula las transferencias internacionales de armas y municiones.
Oxfam Intermón responde simultáneamente a más de 30 emergencias humanitarias en todo el mundo. Su respuesta se centra en agua -su especialidad-, alimentos, refugio, saneamiento e higiene. Además, hacen incidencia política con todas las partes del conflicto para hacer llegar de manera segura la ayuda a la población civil afectada. Y presionan a los gobiernos y a las organizaciones internacionales para conseguir más fondos para responder a emergencias humanitarias. 
A nivel mundial, Oxfam Intermón aboga por políticas nacionales e internacionales que promuevan un reparto equitativo de losrecursos naturales. En el ámbito local, Oxfam Intermón se pone del lado de las comunidades pobres y vulnerables para hacer el seguimiento de las inversiones en actividades de minería y perforación, entre otros, y garantizar que sus vidas y medios de subsistencia no se ven perjudicados y que los flujos de ingresos revierten de forma justa en la riqueza local.
La ONG defiende que es crucial proporcionar financiación para la adaptación a los efectos del cambio climático sobre los recursos naturales desarrollando la resiliencia en el ámbito local. El derecho a la tierra y el agua, así como a servicios sociales básicos, es una cuestión especialmente problemática para las personas pobres tanto de los entornos rurales como urbanos y es una cuestión prioritaria para Oxfam Intermón.

### Los sistemas alimentarios sostenibles y el comercio justo
La agricultura local y a pequeña escala es una de las estrategias sostenibles para acabar con el hambre y mejorar las condiciones de vida de muchas comunidades de la organización. Oxfam Intermón trabaja para fomentar la productividad de las pequeñas explotaciones agrícolas, ayudando a los productores locales a adaptarse al cambio climático e incrementando el poder y la posición de las mujeres en las comunidades rurales. Además, lucha para poner en práctica las políticas y la financiación adecuadas para estimular a los pequeños agricultores y para asegurar que las empresas agroalimentarias respaldan prácticas medioambientales y de empleo dignas. 
Los sistemas alimentarios sostenibles contribuyen a generar cambios para avanzar hacia estados más eficaces y un sector privado más responsable; elementos clave para lograr la redistribución de poder y combatir la inequidad. Por ello, Oxfam Intermón apuesta fuertemente por el comercio justo, un sistema comercial solidario y alternativo cuyo objetivo es mejorar el acceso al mercado de los productores más desfavorecidos y cambiar las injustas reglas del comercio internacional, que consolidan la pobreza y la desigualdad mundial. Es, además, un movimiento internacional formado por organizaciones de todo el mundo. 

### Trasformación social y económica
La ONG desafía la concentración de poder y riqueza en una minoría privilegiada y trabaja para que las personas en situación de pobreza e injusticia puedan acceder a una parte del poder y los recursos para tener una vida mejor.  
Según los últimos informes de desigualdad económica de Oxfam Intermón, el cual publican coincidiendo con el Foro Económico Mundial desde hace más de 10 años, los 10 hombres más ricos del mundo poseen más riqueza que los 3.100 millones de personas del 40 % más pobre.
Oxfam Intermón busca construir con otras organizaciones un modelo económico y social más justo e inclusivo. Trabajan con gobiernos y empresas para que garanticen empleo e ingresos dignos, se invierta en el sistema público de servicios sociales básicos, incluido un sistema de cuidados universal, publico y de calidad y en un sistema de protección social que proteja a los colectivos más desfavorecidos. Para financiarlo, exigen un sistema fiscal justo y mejor distribuido, donde paguen más quienes más tienen. Trabajan por el fin de los paraísos fiscales y para que las rentas del capital tributen tanto como las del trabajo. También para que los impuestos extraordinarios sobre los beneficios “caídos del cielo” se conviertan en permanentes. 
En España, trabajan para garantizar los derechos de los colectivos más afectados por las desigualdades económicas en el país, a través de informes de investigación y acciones de incidencia política. Junto con organizaciones de trabajadoras de hogar y cuidados impulsan la plena equiparación de sus derechos laborales y la mejora de sus condiciones de vida. Además, defienden la regularización de personas migrantes y promueven que las personas jóvenes accedan a empleo de calidad y a un sistema de protección social que les proteja. 